# Croix de cimetière de Saint-Malo-de-Beignon
La croix de cimetière de Saint-Malo-de-Beignon est érigée place de l'église au bourg de Saint-Malo-de-Beignon, dans le Morbihan.

## Galerie

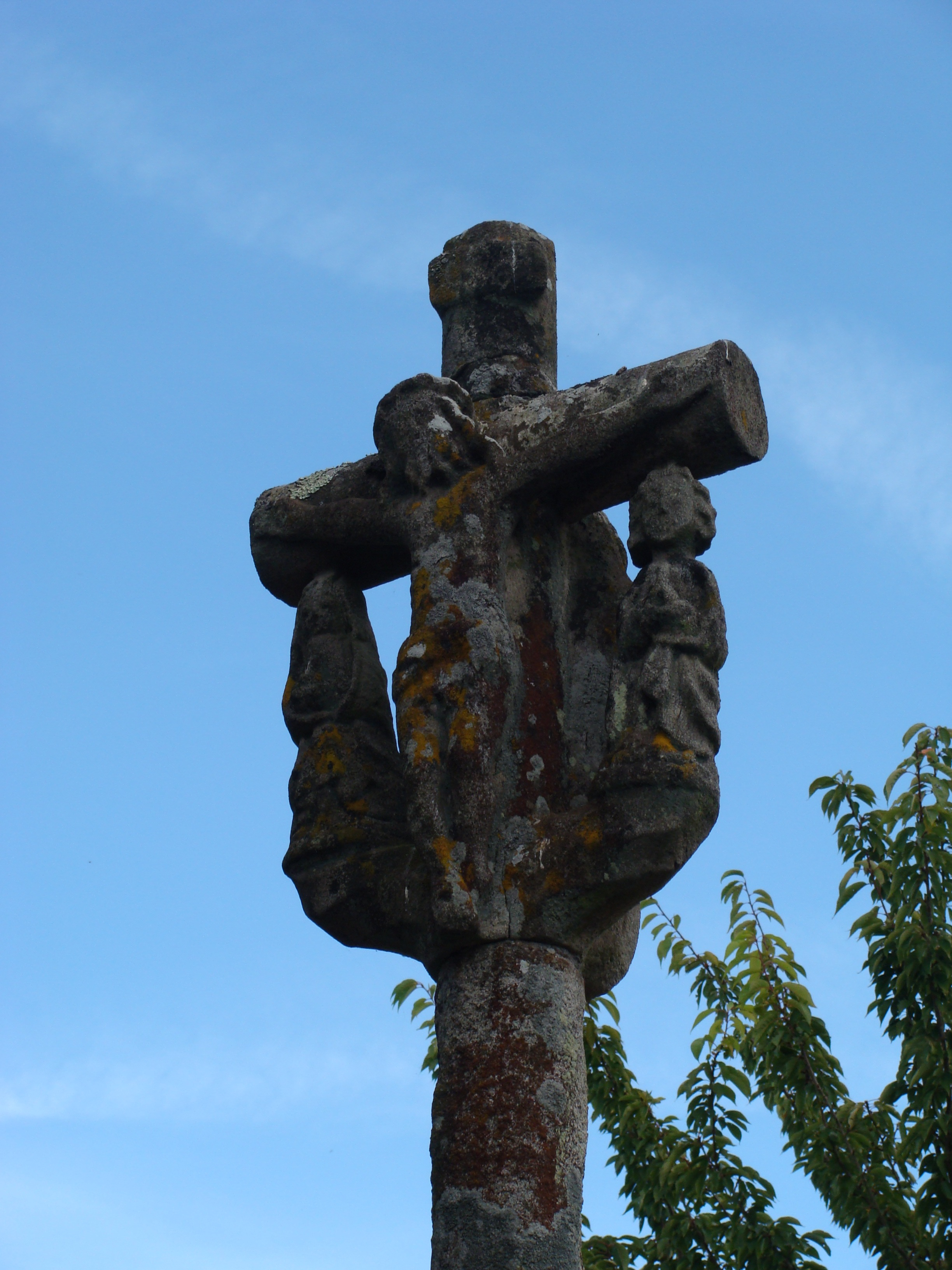
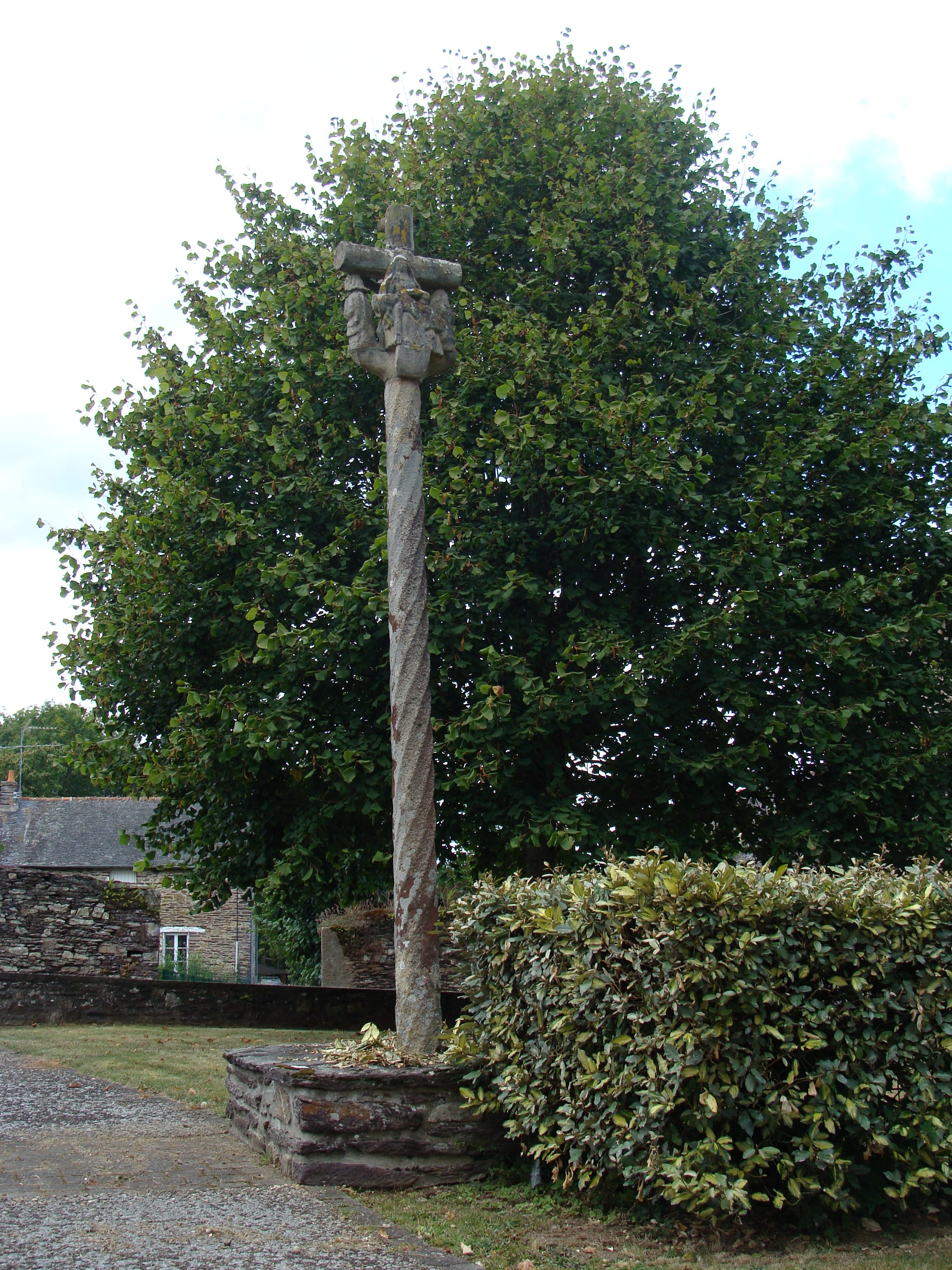
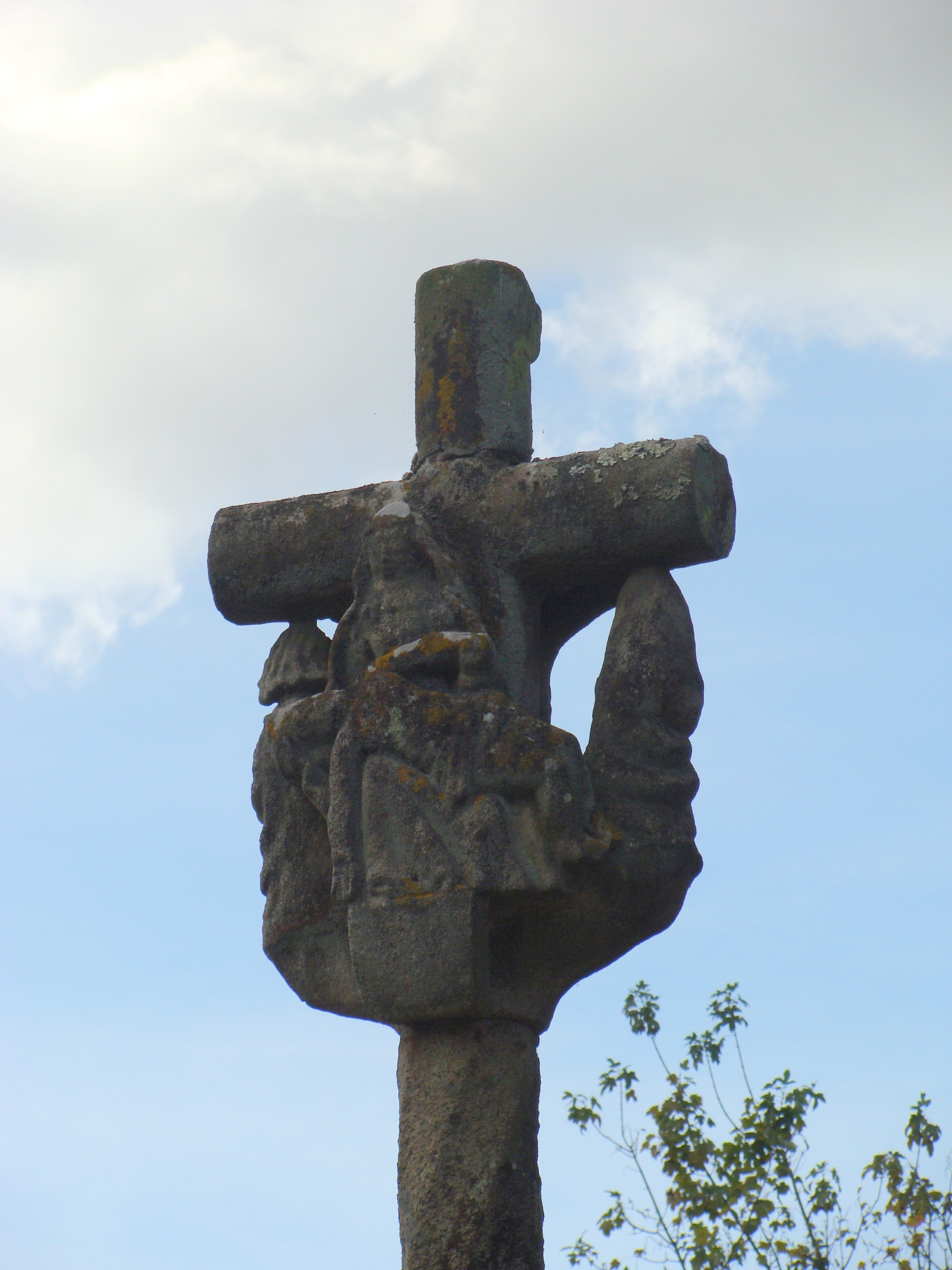

## Historique
La croix de cimetière de Saint-Malo-de-Beignon, fait l’objet d’une inscription au titre des monuments historiques depuis le 8 décembre 1927.

## Architecture
Le fût de la croix est cannelé en spirale.